# Vasilij Pankov
Vasilij Pankov, född den 15 augusti, 1968 i  Minsk, Vitryska SSR, Sovjetunionen, är en vitrysk före detta ishockeyspelare.
I samband med OS 2002 i Salt Lake City testades Pankov positivt för Nandrolon. Han hade tidigare deltagit i OS 1998 i Nagano och spelade i den tyska klubben Augsburger Panther.
Säsongen 2010/11 blev han tränare för den vitryska Women's Club Pantera Lahojsk.